# داعس (عمد)

تعديل مصدري - تعديل

داعس هي إحدى قرى  بمديرية عمد التابعة لمحافظة حضرموت، بلغ تعداد سكانها 282 نسمة حسب تعداد اليمن لعام 2004.